# Teresa Jiménez-Becerril Barrio
Teresa Jiménez-Becerril Barrio (Siviglia, 24 luglio 1961) è una politica, giornalista e imprenditrice spagnola.

## Biografia
Si è laureata all'Università Complutense di Madrid. Ha anche studiato all'Istituto Marangoni di Milano (istituto di moda). Ha iniziato l'attività commerciale. È stata tra gli altri capo di Prada a Londra. Successivamente, ha preso posizione in una società che si occupa di ristrutturazione e gestione di appartamenti. Ha pubblicato su varie riviste nazionali ed estere.
Suo fratello era il politico di centrodestra Alberto Jiménez-Becerril, ucciso nel 1998 in un omicidio organizzato da separatisti baschi dall'ETA. Dopo la sua morte, Teresa Jiménez-Becerril Barrio è stata coinvolta nelle attività delle organizzazioni sociali che si occupano della difesa della libertà umana e dei diritti delle vittime del terrorismo. Ha anche assunto il ruolo di presidente onorario della fondazione di suo fratello.
Alle elezioni europee del 2009, è stata eletta deputata al Parlamento europeo dalla lista del Partito Popolare. È diventata membro del Gruppo del Partito Popolare Europeo, nonché della commissione per le libertà civili, la giustizia e gli affari interni, la commissione per i diritti della donna e l'uguaglianza di genere e la sottocommissione per i diritti umani. Nel 2014 ha rinnovato il mandato di eurodeputato per la successiva legislatura del Parlamento europeo.
Nell'aprile 2019 e novembre 2019, è stata eletta al Congresso dei Deputati nella XIII e XIV legislatura.